# Herbert Leiser

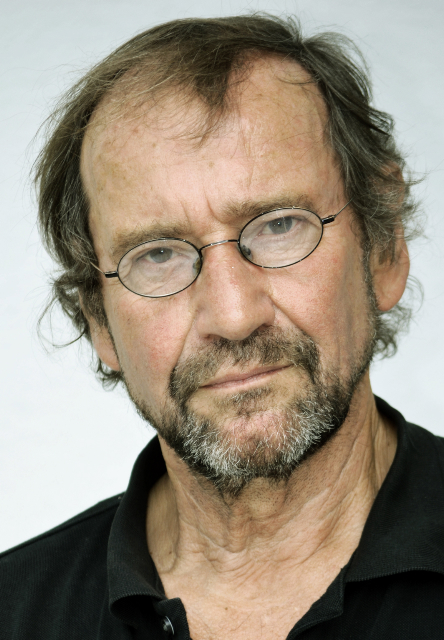
Herbert Leiser (2011)

Herbert Leiser (* 17. Juni 1941 in Näfels) ist ein Schweizer Schauspieler.

## Leben
Leiser besuchte von 1965 bis 1968 die Schauspielschule in Stuttgart. Von 1974 bis 1977 war er Ensemblemitglied am Theater am Neumarkt in Zürich. Er hatte 1976 eine erste kleine Rolle im Film Der Gehülfe nach dem Roman von Robert Walser und spielte u. a. in den Fernseh- und Kinofilmen Eine bärenstarke Liebe, Hello Goodbye und Tell. Am Staatstheater Stuttgart und an Theatern in Tübingen, Schleswig und Aachen hatte er Bühnenengagements.
Seit den 1990er Jahren ist er durch Fernsehrollen präsent. Im Radio war Leiser als Erzähler tätig und Sprecher bei Hörspielen. 2013 erhielt Leiser den Kulturpreis des Kantons Glarus und den Schweizer Fernsehfilmpreis für die beste Nebenrolle im Film Der Teufel von Mailand nach dem Roman von Martin Suter.
Leiser lebt in Obstalden GL.

## Filmografie
- 1976: Der Gehülfe
- 1980: Das gefrorene Herz
- 1980: Fabian
- 1985: Der schwarze Tanner
- 1990: Reise der Hoffnung
- 1992: Kinder der Landstrasse
- 1993: Ludwig 1881
- 1994–1995: Die Direktorin (Fernsehserie)
- 1995: Mekong
- 1998: Tatort: Am Ende der Welt (Fernsehreihe)
- 1998: Alarm für Cobra 11 – Die Autobahnpolizei
- 2000: Tatort: Direkt ins Herz
- 2001: Heidi
- 2001: Stille Liebe
- 2003: Alles wird gut
- 2004: Piff Paff Puff
- 2005: Steinschlag
- 2005: Anjas Engel
- 2005: Tod eines Keilers (Der Keiler)
- 2006: Sonjas Rückkehr
- 2007: Tell
- 2007: Hello Goodbye
- 2008: Kommissar Süden und das Geheimnis der Königin
- 2009: Tag und Nacht (Fernsehserie)
- 2009: Verstrickt und Zugenäht
- 2009: Die Käserei in Goldingen
- 2009: Die Standesbeamtin
- 2010: Sommervögel
- 2010: Sennentuntschi
- 2010: Sonntagsvierer
- 2010: Charlys Comeback
- 2011: One Way Trip 3D
- 2011: Korpus
- 2012: Der Teufel von Mailand
- 2012: Clara und das Geheimnis der Bären
- 2012: An meiner Seite
- 2013: Das alte Haus
- 2013: Der letzte Mentsch
- 2015: Schellen-Ursli
- 2017: Der Bestatter (Fernsehserie)
- 2017: Die Einzigen